# Anthony Mamo
Anthony Joseph Mamo, född 9 januari 1909 i Birkirkara, död 1 maj 2008 i Mosta, blev Maltas förste president när landet blev republik den 13 december 1974 och innehade posten till 26 december 1976. Innan dess var han generalguvernör och representerade Elizabeth II när landet ingick i Samväldet. Han var vid sin död världens äldste före detta statschef.